# Locomotiva FS 540
Le locomotive gruppo 540 sono state un piccolo gruppo di locomotive a vapore, con rodiggio 2-2-0, che le Ferrovie dello Stato acquisirono, dopo il 1906, in seguito al riscatto della rete di proprietà delle Strade Ferrate Meridionali.

## Storia
Le locomotive vennero costruite a partire dal 1882, su commissione della Società Italiana per le strade ferrate meridionali, dalla Borsig di Berlino che ne consegnò 18 unità tra 1882 e 1883. Le locomotive, immatricolate nel gruppo 170 SFM, trovarono impiego alla trazione dei treni viaggiatori della Rete Adriatica. Vennero immatricolate dalle Ferrovie dello Stato nel gruppo 540 FS a partire dal 1906.
Si ritrovano ancora immatricolate nell'album delle locomotive edito dalle FS nel 1915.

## Caratteristiche tecniche
La locomotiva fu costruita con il rodiggio 2-2-0 tipico delle locomotive veloci da treno viaggiatori; era una macchina a vapore saturo, a 2 cilindri esterni a semplice espansione con distribuzione del tipo Stephenson a cassetto piano. Alcune locomotive, 6 unità, (1703, 1706, 1709, 1711, 1713, 1715), vennero costruite con una caldaia più piccola con minore superficie di riscaldamento e superficie di griglia minore che ne diminuivano di 10 CV la potenza massima. La caldaia era comune a quella del similare gruppo 530 FS mentre il tender era di tipo comune a quello delle locomotive gruppo 450.
La locomotiva era costituita da un carro su cui erano disposte le due grandi ruote motrici accoppiate del diametro di 1.850 mm che le consentivano di raggiungere la velocità massima di 95 km/h. La parte anteriore poggiava su un carrello di guida a due assi da 960 mm. Erano dotate di freno continuo automatico ad aria compressa e di riscaldamento a vapore per le carrozze. Alla locomotiva era accoppiato un tender a tre assi della lunghezza di 6,880 m con ruote del diametro di 1.130 mm in grado di trasportare 9.000 kg di acqua e 4.500 kg di carbone